# EX-STYLE 〜Kiss you〜
「EX-STYLE 〜Kiss you〜」（イーエックス スタイル キス ユー）は、EXILEの6枚目のシングル。2002年11月13日にrhythm zoneから発売。

## 概要
前作「Cross 〜never say die〜」から3カ月ぶりのシングル。表題曲は3曲目に収録されている。
メンバーのATSUSHIは、「最初はR&Bっぽく歌おうと無理していた。けど『Kiss you』あたりからいい意味で力が抜けてきて、無理にR&Bを抱えなくても日本人として伝えなくちゃいけないことがたくさんあると気付いたんだ」と語っていた。

## 収録曲
1. Kiss you 〜Interlude〜 [0:47]
作詞：Kenn Kato / 作曲・編曲：原一博
2. Blade [4:03]
作詞：Kenn Kato / 作曲：BOUNCEBACK / 編曲：BOUNCEBACK, 原田憲
3. Kiss you [4:53]
作詞：Kenn Kato / 作曲・編曲：原一博
  - 本作の表題曲
  - ニベアボディ「スキンミルク」CMソング
4. across [4:37]
作詞：Kenn Kato / 作曲・編曲：Face 2 fAKE
5. Distance [4:45]
作詞：Kenn Kato / 作曲：BOUNCEBACK / 編曲：h-wonder
後に2ndアルバム『Styles Of Beyond』にオーケストラバージョンが収録されている。

## 収録シングル・アルバム
- シングル「We Will 〜あの場所で〜」（#3、ライブバージョン）
- アルバム『Styles Of Beyond』（#3・5、#5は"Orchestra Version"で収録）
- リミックスアルバム『The other side of EX Vol.1』（#3、feat. L.O.W.D. 813 REMIX）
- オムニバスアルバム『99% Radio Show』（#3）
- ベストアルバム『PERFECT BEST』 - SINGLE BEST（#3）